# Národní řád Pobřeží slonoviny
Národní řád Pobřeží slonoviny (francouzsky: Ordre National de la Côte d'Ivoire) je nejvyšší řád Pobřeží slonoviny. Je udílen za výjimečné činy pro stát a hlavou řádu je prezident republiky. Založen byl v roce 1960 a je udílen jak občanům Pobřeží slonoviny, tak cizím státním příslušníkům.

## Historie
Před ziskem nezávislosti bylo území Pobřeží slonoviny až do roku 1960 francouzskou kolonií. Řád byl založen zákonem č. 60-406 dne 10. prosince 1960 a jeho vznik byl oslavou zisku nezávislosti. Upraven byl zákonem č. 61-207 ze dne 12. června 1961. Jako nejvyšší státní vyznamenání je udílen osobám, které se významně zasloužili o stát. Řádový řetěz je udílen výhradně zahraničním hlavám států.

## Pravidla udílení
Řád může být udělen jak za civilní tak za vojenské zásluhy. Je udílen občanům Pobřeží slonoviny i cizím státním příslušníkům. Prezident republiky se automaticky stává držitelem řádu v hodnosti velkokříže a během svého funkčního období zastává také funkci hlavy řádu.
Řád může být udělen pouze osobám starším 30 let, které za sebou mají minimálně 15 let služby ve veřejném sektoru nebo 20 let služby v soukromém sektoru. Může být udělen pouze bezúhonným osobám s plnými občanskými a politickými právy. Udílen je v nejnižší třídě s možností povýšení v určitých intervalech. Po pěti letech v hodnosti rytíře může dojít k povýšení do hodnosti důstojníka, poté po čtyřech letech do hodnosti komtura, dále pak po třech letech do hodnosti velkodůstojníka. Hodnost velkokříže může být udělena nejdříve po třech letech v hodnosti velkodůstojníka. Od těchto podmínek může být ve výjimečných případech upuštěno, například při udělení řádu za hrdinský čin. Povýšení či udělení řádu dle standardních podmínek může být provedeno i po smrti vyznamenaného, pokud od smrti neuplynulo více než 6 měsíců. Úřadující ministři a poslanci národního shromáždění nemohou být během svého funkčního období na toto vyznamenání navrženi.
V případě že vyznamenaným je cizí státní příslušník se pravidla liší podle toho, zda tento člověk žije na území Pobřeží slonoviny nebo v cizině. Pokud je rezidentem, jsou pravidla stejná jako u občanů Pobřeží slonoviny. U cizinců, kteří nejsou rezidenty, je jejich jmenování či povýšení ponecháno na uvážení vlády. Kdykoliv jim může být udělen řád v libovolné třídě. Návrhy na vyznamenání těchto osob předkládá ministr zahraničních věcí Pobřeží slonoviny ke schválení přímo prezidentovi republiky.
Slavnostní udílení vyznamenání se koná dvakrát ročně, a to 1. ledna a 7. srpna.

## Insignie
Řádový odznak má tvar bílého, červeně lemovaného smaltovaného maltézského kříže. Ramena kříže jsou spojena zeleným vavřínovým věncem, taktéž smaltovaným. Uprostřed kříže je zlatý medailon s vyobrazením slona (pohled zpředu), který je obklopen vavřínovou korunou. Celý medailon je orámován zeleně smaltovaným kruhem se zlatým nápisem REPUBLIQUE DE COTE D'IVOIRE (Republika Pobřeží slonoviny). Na zadní straně odznaku je nápis UNION, DISCIPLINE, TRAVAIL (jednota, disciplína, práce).
Řádová plaketa se podobá odznaku. Kříž však neleží na vavřínovém věnci, ale je položen na stříbrné hvězdě.
Stuha řádu je tmavě oranžová.

## Třídy
Řád je udílen v pěti řádných třídách podle vzoru Řádu čestné legie a v jedné speciální třídě:
- řetěz
- velkokříž – Řádový odznak se nosí na stuze spadající z pravého ramene na levý bok. Řádová hvězda se nosí vlevo na hrudi.
- velkodůstojník – Řádový odznak se nosí na stuze s rozetou na levé straně hrudi. Řádová hvězda se nosí na hrudi napravo ve spodní části.
- komtur – Řádový odznak se nosí na stuze kolem krku.
- důstojník – Řádový odznak se nosí zavěšený na stuze s rozetou na levé straně hrudi.
- rytíř – Řádový odznak se nosí zavěšený na stuze bez rozety nalevo na hrudi.

řádový řetěz
velkokříž
velkodůstojník
komtur
důstojník
rytíř

## Fotogalerie

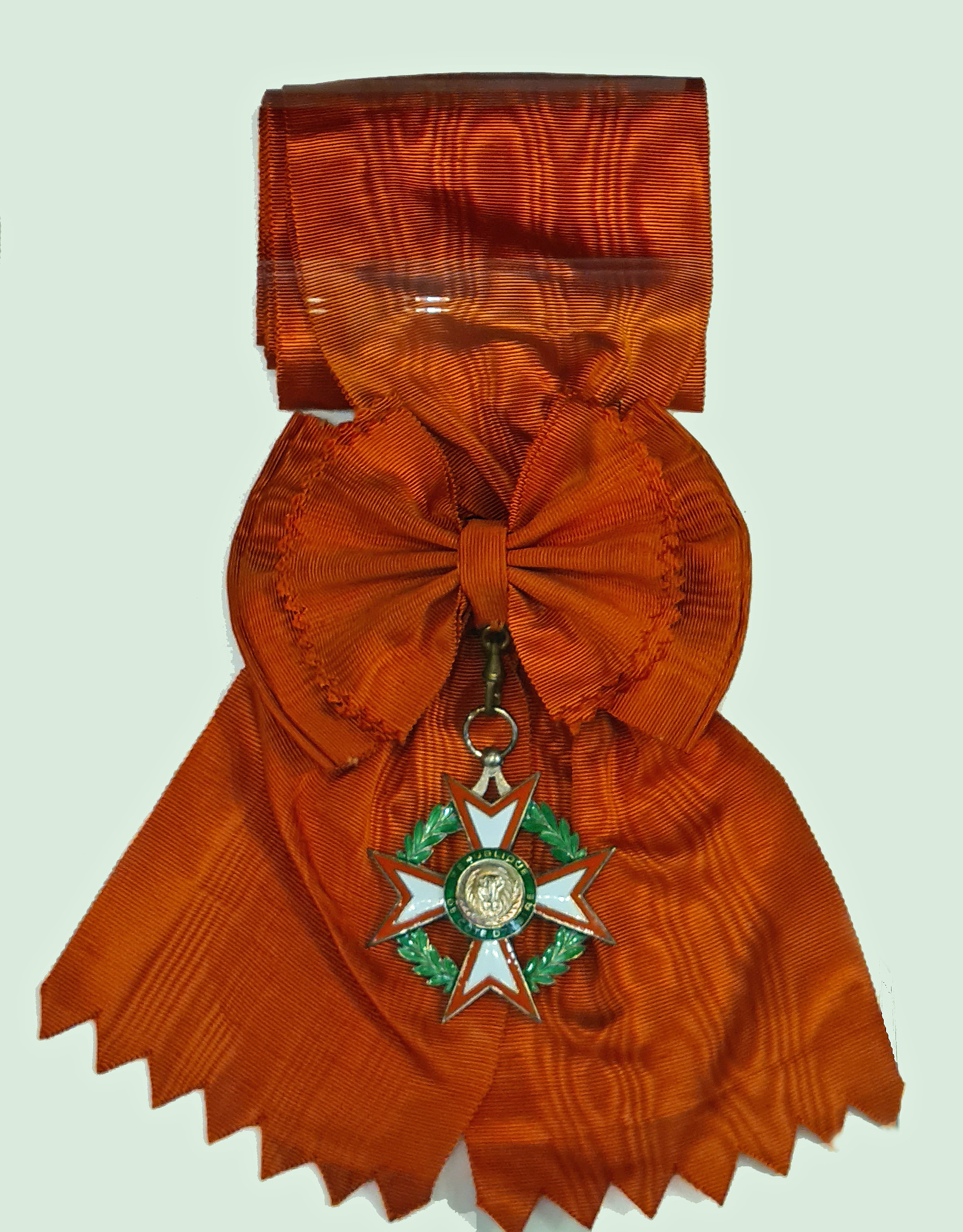
Insignie řádu ve třídě velkokříže
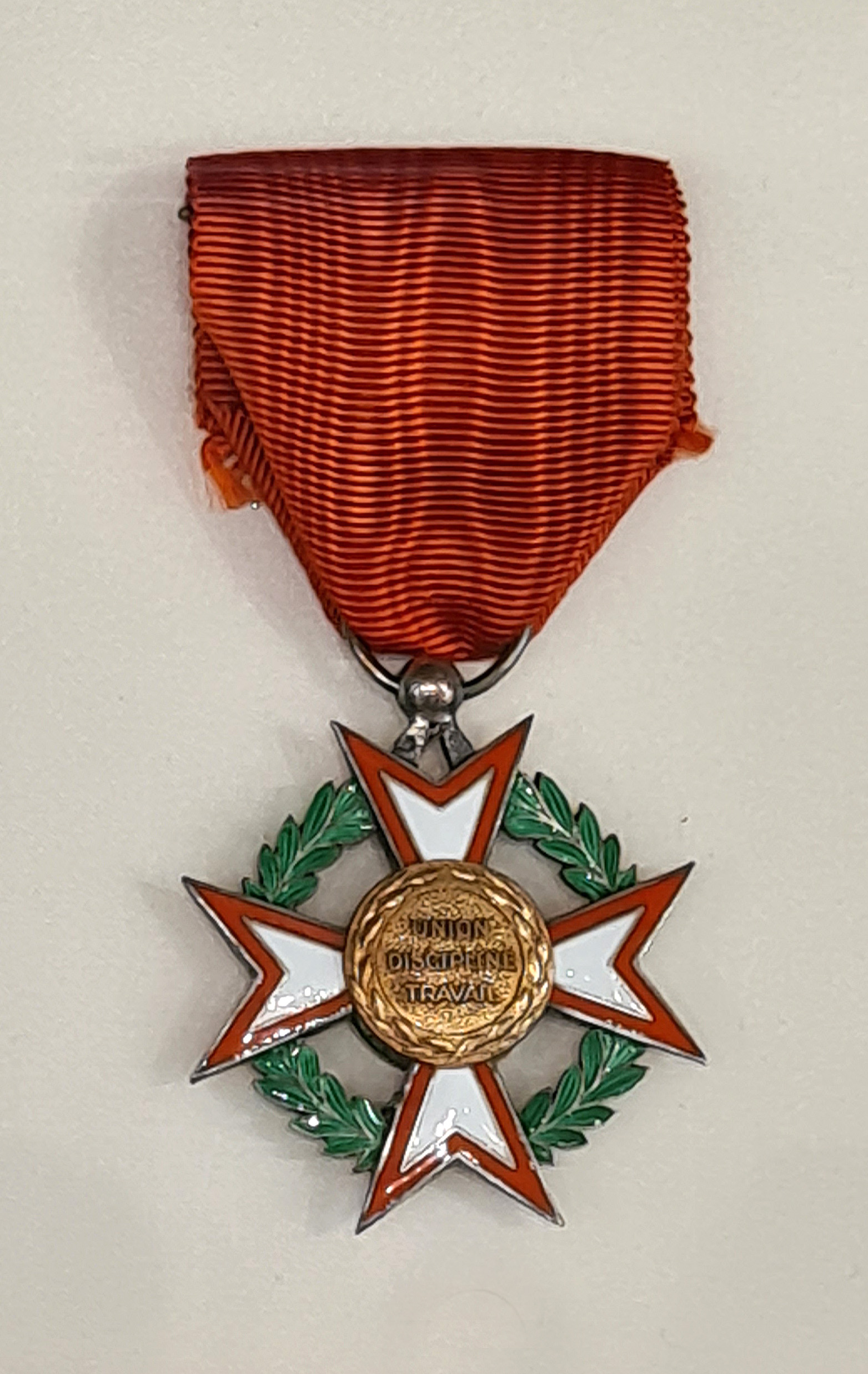
Insignie ve třídě rytíře, zadní strana